# Air Ukraine
Air Ukraine або Авіалінії України — колишня державна авіакомпанія України, яка виступала головним національним авіаперевізником з 1992 по 2002 рік (сьогодні цю функцію виконує авіакомпанія МАУ).
Базовим міжнародним аеропортом для цієї авіакомпанії був Міжнародний аеропорт «Бориспіль» та «Жуляни».
Air Ukraine здійснювали як внутрішні рейси, так і польоти до країн СНД, Європи та Північної Америки.

## Історія
Після розпаду Радянського Союзу така ж доля очікувала і головного авіаперевізника цієї країни — авіакомпанію «Аерофлот». У нових незалежних державах почали формуватися власні національні авіакомпанії, однією з яких стали «Авіалінії України». Весь авіапарк новоствореної української національної авіакомпанії складався з колишніх радянських літаків, серед яких було досить багато сучасних для свого часу (початок 1990-х рр.) повітряних суден, в тому числі здатних здійснювати трансатлантичні перельоти. Протягом існування авіакомпанії її штаб-квартира знаходилася у Києві.
У грудні 2002 року авіакомпанія «Авіалінії України» була визнана банкрутом. Спроби зберегти її, приєднавши до Аеросвіту чи МАУ, виявилися марними. Польоти було офіційно призупинено, поки 24 липня 2004 року авіакомпанію не було остаточно позбавлено ліцензії.

## Авіапарк

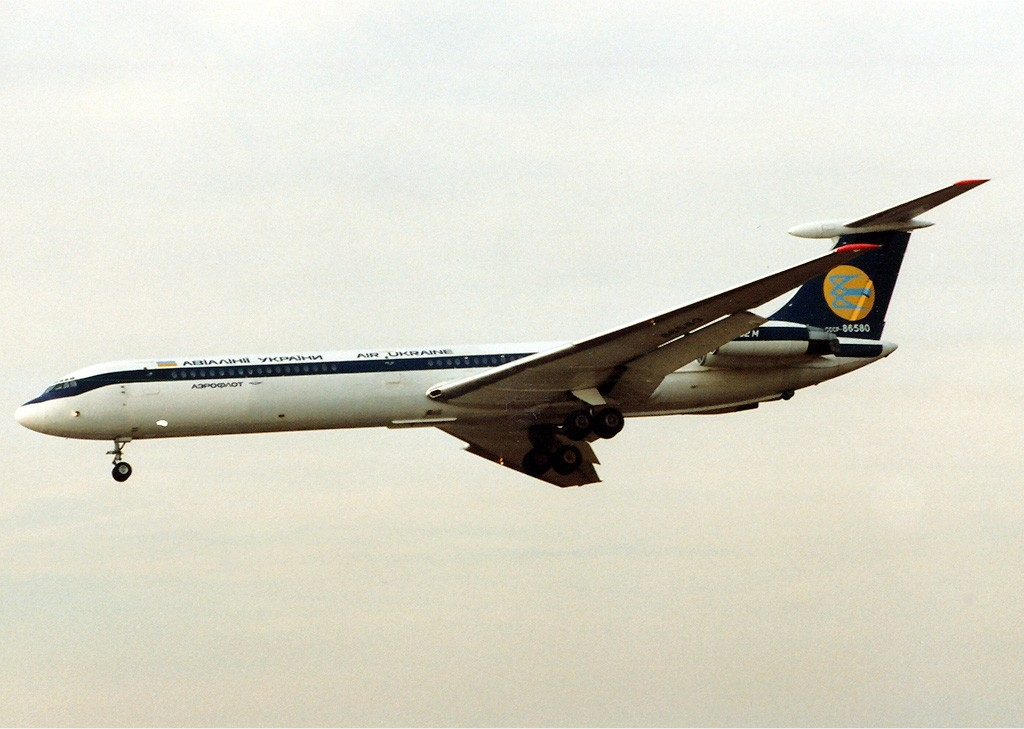
Український Іл-62 в аеропорту імені Джона Кеннеді, 1992 рік.

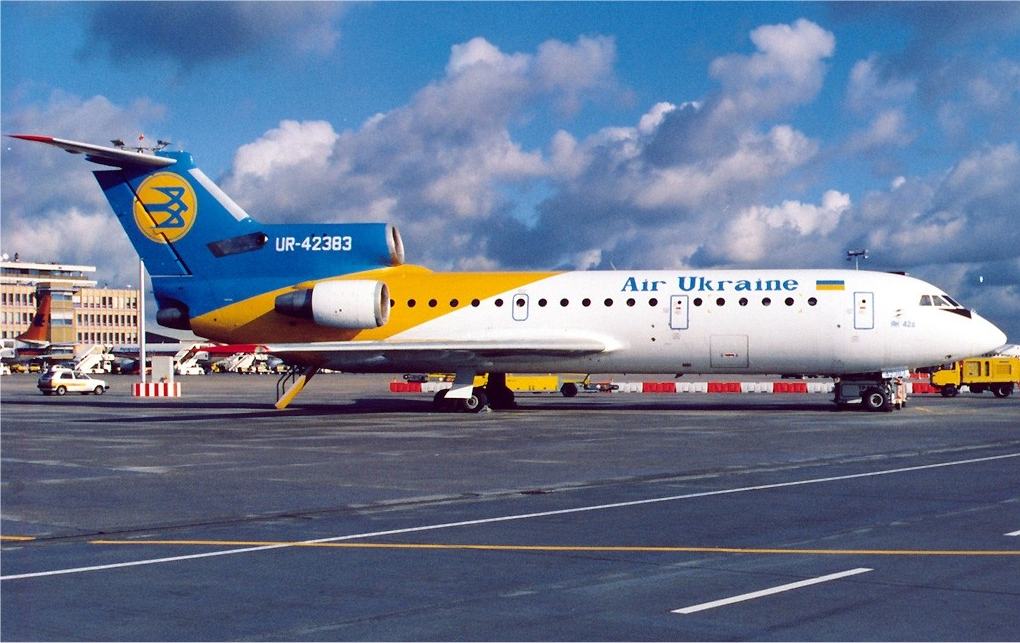
Як-42 авіакомпанії Air Ukraine в аеропорту міста Штутгарт. 1998 рік.

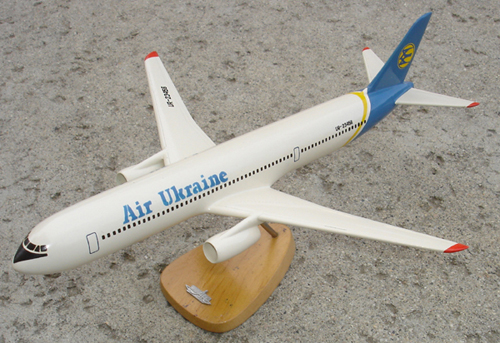
Модель літака Ан-218, пофарбована за схемою Air Ukraine.

Переважна більшість літаків була радянського виробництва. Найбільшого розміру авіапарк Air Ukraine мав на початку та в середині 1990-х рр. Потім, з різних причин, кількість використовуваних цієї авіакомпанією літаків зменшувалася і в 2002 році, перед своїм банкрутством, вона використовувала всього три Ту-134 та один Ту-154.

## Інциденти
- 5 вересня 1992 Ту-154 авіакомпанії Air Ukraine (бортовий номер CCCP-85269) з 147 особами на борту здійснив аварійну посадку «на живіт» у Міжнародному аеропорту «Бориспіль», причиною якої було не випущене (через технічну несправність) шасі. Ніхто не постраждав, хоча літак відновити не вдалося.[1]
- 27 жовтня 1993 легкий пасажирський літак Л-410 (зареєстрований як UR-67536) під час руління в аеропорту Тюмені через помилку пілота в'їхав у зону ремонтних робіт і зазнав пошкоджень. Ніхто не постраждав.[2]
- 23 січня 1995 інший Л-410 (UR-67115) був втрачений. Ніхто не постраждав.[3]
- 4 квітня 1995 року Ан-26 (UR-26049), проскочивши злітно-посадкову смугу аеропорту «Палана» зазнав катастрофи. Ніхто серйозно не постраждав.[4]